# Triptyque Pagagnotti
Le triptyque Pagagnotti est un triptyque réalisé par le peintre allemand Hans Memling vers 1480. Exécutés à la peinture à l'huile, les trois panneaux désormais dispersés relèvent de la peinture chrétienne. Conservé à la galerie des Offices, à Florence, celui du centre est une Madone qui figure Marie et l'Enfant Jésus sous une arche en présence de deux anges musiciens. À la National Gallery de Londres, au Royaume-Uni, les volets latéraux montrent Jean le Baptiste et Laurent de Rome, leur verso étant décoré de neuf grues et d'armoiries.